# Angustia (película)
Angustia (estrenada en Estados Unidos como Anguish) es una película de terror española aunque ambientada en una hipotética localidad estadounidense. 

## Argumento
En ella se encuentra una historia dentro de otra: dos amigas ven una película de terror en un cine de pueblo, al mismo tiempo se nos presenta parte de esa película y en un tercer vértice de este triángulo otro espectador se siente excesivamente influido por las imágenes.

## Reparto
| Actor               | Personaje         |
| ------------------- | ----------------- |
| Zelda Rubinstein    | Alice             |
| Michael Lerner      | John Pressman     |
| Ángel Jové          | El asesino        |
| Talia Paul          | Patty             |
| Clara Pastor        | Linda             |
| Isabel García Lorca | Caroline          |
| Nat Baker           | Teaching Doctor   |
| Edward Ledden       | Doctor            |
| Gustavo Gill        | Estudiante #1     |
| José M. Chucarro    | Novio de Caroline |

## Premios
- Golden Raven al mejor director.
- Premio Sant Jordi a la mejor película española.[1]
- Premio Goya a los mejores efectos especiales.